# Baryscapus bruchivorus
Baryscapus bruchivorus är en stekelart som först beskrevs av Charles Joseph Gahan 1942.  Baryscapus bruchivorus ingår i släktet Baryscapus och familjen finglanssteklar. Inga underarter finns listade.